# Ilja Hurník
Ilja Hurník (ur. 25 listopada 1922 w Porubie, zm. 7 września 2013 w Pradze) – czeski kompozytor i pianista.
W 2007 roku został odznaczony Medalem Za Zasługi I stopnia.